# Liste der Baudenkmäler in Geslau
Auf dieser Seite sind die Baudenkmäler in der mittelfränkischen Gemeinde Geslau zusammengestellt. Diese Tabelle ist eine Teilliste der Liste der Baudenkmäler in Bayern. Grundlage ist die Bayerische Denkmalliste, die auf Basis des Bayerischen Denkmalschutzgesetzes vom 1. Oktober 1973 erstmals erstellt wurde und seither durch das Bayerische Landesamt für Denkmalpflege geführt wird. Die folgenden Angaben ersetzen nicht die rechtsverbindliche Auskunft der Denkmalschutzbehörde.
 Diese Liste gibt den Fortschreibungsstand vom  30. März 2023 wieder und enthält 26 Baudenkmäler.

## Rothenburger Landhege
| Lage | Objekt                                    | Beschreibung | Akten-Nr.     | Bild |
| --- | ----------------------------------------- | --- | ------------- | --- |
| Spitaleck; Wildenschlag; Am Hinteren Schlag; Nähe Karrachmühle; Hollergraben; Im Schlag; Buchklinge; Schneelache; Steinwegschlag; Wildenhofer Ranken; Am Stadtweg; Schäfersberg; Haldenfeld; St 2250; Steckenfeld; Von der St 2250 nach Steinach a. Wald; Johannitterholz; Karrachschlag; Rubenäcker; Seewiesengraben; Steuerholz; Karrachbach; Rittersberg; Hörplätzle; Klosterholz; Kühteich; Schweinsdorfer Ranke; Lindenbühl; Am Windelsbach; Windelsbach; Breitenauer Ranken (Standort) | 38 Grenzsteine, sogenannte Landhegesteine | Hochrechteckige, halbrund schließende Steinstelen, überwiegend reliefiert mit den Wappen der Reichsstadt Rothenburg und der Markgrafschaft Ansbach, gesetzt um 1735 | D-5-71-225-22 | [[Vorlage:Bilderwunsch/code!/C:49.3324,10.26272!/D:Spitaleck; Wildenschlag; Am Hinteren Schlag; Nähe Karrachmühle; Hollergraben; Im Schlag; Buchklinge; Schneelache; Steinwegschlag; Wildenhofer Ranken; Am Stadtweg; Schäfersberg; Haldenfeld; St 2250; Steckenfeld; Von der St 2250 nach Steinach a. Wald; Johannitterholz; Karrachschlag; Rubenäcker; Seewiesengraben; Steuerholz; Karrachbach; Rittersberg; Hörplätzle; Klosterholz; Kühteich; Schweinsdorfer Ranke; Lindenbühl; Am Windelsbach; Windelsbach; Breitenauer Ranken, 38 Grenzsteine, sogenannte Landhegesteine!/\|BW]] |

Lage der Landhegesteine:  (Lage), (Lage), (Lage), (Lage), (Lage), (Lage), (Lage), (Lage), (Lage), (Lage), (Lage), (Lage), (Lage), (Lage), (Lage), (Lage), (Lage), (Lage), (Lage), (Lage), (Lage), (Lage), (Lage), (Lage), (Lage), (Lage), (Lage), (Lage), (Lage), (Lage), (Lage), (Lage), (Lage), (Lage), (Lage).

## Grenzsteinreihe auf der neuen Landesgrenze zwischen dem Königlich Preußischen Fürstentum Ansbach und dem Fürstentum Hohenlohe-Schillingsfürst
| Lage                                                            | Objekt      | Beschreibung | Akten-Nr.     | Bild |
| --------------------------------------------------------------- | ----------- | --- | ------------- | ---- |
| Stückfeld; Hirtenbach; Seewiesen; Rößholz; Wasenfeld (Standort) | Grenzsteine | Teil der Grenzsteinreihe auf der neuen Landesgrenze zwischen dem Königlich Preußischen Fürstentum Ansbach und dem Fürstentum Hohenlohe-Schillingsfürst, Stelen aus Sandstein, oben abgerundet, bez. PG/HG, versetzt 1804, zum Teil umgearbeitete ältere Fraischsteine | D-5-71-155-34 | BW   |

Lage der Grenzsteine:  (Lage),  (Lage),  (Lage),  (Lage),  (Lage)

## Baudenkmäler nach Ortsteilen

### Geslau
| Lage                     | Objekt                                         | Beschreibung | Akten-Nr.             | Bild           |
| ------------------------ | ---------------------------------------------- | --- | --------------------- | -------------- |
| Bergstraße 2 (Standort)  | Wohnhaus                                       | Zweigeschossiger Satteldachbau mit Fachwerk über massivem Erdgeschoss, wohl zweites Viertel 19. Jahrhundert | D-5-71-155-1 Wikidata | BW             |
| Bergstraße 6 (Standort)  | Wohnhaus                                       | Zweigeschossiger Satteldachbau in Fachwerk mit massiver Giebelseite im Westen, wohl zweites Viertel 19. Jahrhundert | D-5-71-155-2          | BW             |
| Bergstraße 19 (Standort) | Wohnhaus                                       | Erdgeschossiger, teils massiv unterfangener Fachwerkbau mit einhüftigem Satteldach, wohl zweite Hälfte 18. Jahrhundert | D-5-71-155-3 Wikidata | BW             |
| Bergstraße 20 (Standort) | Zwei Kellereingänge                            | 1706 | D-5-71-155-4 Wikidata | BW             |
| Hauptstraße 3 (Standort) | Evangelisch-lutherische Pfarrkirche St. Kilian | Saalbau im Markgrafenstil mit Walmdach und gebänderten Lisenen, der ältere Ostturm mit pilastergegliedertem Oktogon und Spitzhelm, Turmunterbau um 1400, Kirchenschiff 1737 ff. von Johann David Steingruber errichtet; mit Ausstattung | D-5-71-155-5 Wikidata | weitere Bilder |
| Hauptstraße 3 (Standort) | Friedhofsmauer                                 | Im Kern wohl spätmittelalterlich | D-5-71-155-5          | BW             |
| Marktplatz 2 (Standort)  | Gasthaus                                       | Zweigeschossiger Walmdachbau mit verputztem Fachwerk im Obergeschoss, Zwerchhaus, Freitreppe und profilierter Portalrahmung, „1823“ (bezeichnet), nach Norden erweitert                                                                 | D-5-71-155-6 Wikidata | BW             |

### Dornhausen
| Lage                    | Objekt                             | Beschreibung                                                | Akten-Nr.              | Bild           |
| ----------------------- | ---------------------------------- | ----------------------------------------------------------- | ---------------------- | -------------- |
| Dornhausen 3 (Standort) | Zwei Steinkreuze, wohl Sühnekreuze | Spätmittelalterlich, eines nur noch fragmentarisch erhalten | D-5-71-155-10 Wikidata | weitere Bilder |

### Gunzendorf
| Lage                                                                            | Objekt                           | Beschreibung | Akten-Nr.              | Bild           |
| ------------------------------------------------------------------------------- | -------------------------------- | ------------ | ---------------------- | -------------- |
| Wilfing, ca. 200 m außerhalb des Ortes Richtung Geslau (Standort)               | Mittelalterliches Sandsteinkreuz |              | D-5-71-155-11 Wikidata | BW             |
| Mühlfeld, südlich von Steinach, an der Gemarkungsgrenze nach Aidenau (Standort) | Mittelalterliches Sandsteinkreuz |              | D-5-71-155-12 Wikidata | weitere Bilder |

### Hürbel
| Lage                 | Objekt                      | Beschreibung | Akten-Nr.              | Bild                        |
| -------------------- | --------------------------- | --- | ---------------------- | --------------------------- |
| Hürbel 8 (Standort)  | Wohnstallhaus               | Fachwerkbau mit einhüftigem Satteldach und teils massiven Umfassungsmauern sowie massivem Stallteil, um 1800, erhöht 1871                 | D-5-71-155-13 Wikidata | weitere Bilder              |
| Hürbel 8 (Standort)  | Stadel                      | erdgeschossiger Satteldachbau mit Fachwerkteilen, um 1800, im 19./20. Jahrhundert durch einen Zwischenbau mit dem Wohnstallhaus verbunden | D-5-71-155-13 Wikidata | BW                          |
| Breitfeld (Standort) | Steinkreuz, wohl Sühnekreuz | Spätmittelalterlich | D-5-71-155-14          | Steinkreuz, wohl Sühnekreuz |

### Kreuth
| Lage                 | Objekt            | Beschreibung                                        | Akten-Nr.              | Bild |
| -------------------- | ----------------- | --------------------------------------------------- | ---------------------- | ---- |
| Kreuth 12 (Standort) | Ehemalige Scheune | Erdgeschossiger Mansarddachbau, „1922“ (bezeichnet) | D-5-71-155-15 Wikidata | BW   |

### Lauterbach
| Lage                     | Objekt                      | Beschreibung        | Akten-Nr.     | Bild           |
| ------------------------ | --------------------------- | ------------------- | ------------- | -------------- |
| In Lauterbach (Standort) | Steinkreuz, wohl Sühnekreuz | Spätmittelalterlich | D-5-71-155-18 | weitere Bilder |

### Oberbreitenau
| Lage | Objekt                   | Beschreibung | Akten-Nr.              | Bild           |
| --- | ------------------------ | --- | ---------------------- | -------------- |
| Dornschlag, zwischen dem "Heiligenbaum" und der Speier Steige am westlichen Höhenrand der Frankenhöhe (Standort) | Zehn Grenzsteine         | 1617 | D-5-71-155-22 Wikidata | BW             |
| Oberbreitenau 2 (Standort)                                                                                       | Ehemaliges Wohnstallhaus | Erdgeschossiger Satteldachbau mit Fachwerkgiebel und massiver Stubenfront, „1807“ (bezeichnet), rückseitig stark verändert | D-5-71-155-19 Wikidata | BW             |
| Oberbreitenau 7 (Standort)                                                                                       | Wohnhaus                 | Erdgeschossiger Mansardwalmdachbau mit teils verschalten Fachwerkgiebeln, 19. Jahrhundert                                  | D-5-71-155-21 Wikidata | BW             |
| Wildenhofer Ranken, (Gemarkung Schwabsroth der Gemeinde Geslau) (Standort)                                       | Wildbannstein            | 1547 | D-5-71-152-20 Wikidata | weitere Bilder |
| Am Schloß, Wildenhofer Ranken, (Gemarkung Schwabsroth der Gemeinde Geslau) (Standort)                            | Wildbannstein            | 1543 | D-5-71-152-25 Wikidata | weitere Bilder |

### Stettberg
| Lage                      | Objekt                                             | Beschreibung | Akten-Nr.              | Bild           |
| ------------------------- | -------------------------------------------------- | --- | ---------------------- | -------------- |
| Stettberg 21 (Standort)   | Wohnhaus                                           | Erdgeschossiger Satteldachbau in Fachwerk, um 1800, vorderer Teil komplett verschalt | D-5-71-155-25 Wikidata | BW             |
| Stettberg 27 a (Standort) | Dreiseithof, ehemaliges Wohnstallhaus              | Erdgeschossiger Satteldachbau in Fachwerk über teils massiv erneuertem Erdgeschoss, „1857“ (bezeichnet) | D-5-71-155-27 Wikidata | BW             |
| Stettberg 27 a (Standort) | Dreiseithof, Scheune                               | Erdgeschossiger Krüppelwalmdachbau in teils verschaltem Fachwerk und massiven Umfassungsmauern, „1813“ (bezeichnet) | D-5-71-155-27 Wikidata | BW             |
| Stettberg 27 a (Standort) | Dreiseithof, Nebengebäude                          | Fachwerkbau mit hohem Kniestock und Satteldach, um 1850 | D-5-71-155-27 Wikidata | BW             |
| Stettberg 27 c (Standort) | Wohnstallhaus                                      | erdgeschossiger Satteldachbau in Fachwerk mit massiv gemauerter Giebelseite am Stallteil, von Baumeister Spangenberger, 1882, südliche Giebelseite später erneuert | D-5-71-155-28          | BW             |
| Stettberg 27 c (Standort) | Scheune                                            | Fachwerkbau mit Satteldach, um 1916 | D-5-71-155-28          | BW             |
| Stettberg 31 (Standort)   | Evangelisch-lutherische Pfarrkirche Sankt Nikolaus | Chorturmkirche, Saalbau, Steinquaderbau mit Satteldach und eingezogenem Chorturm mit Spitzhelm, im Norden Sakristeianbauten, eingeschossige Steinquaderbauten mit Pultdächern, im Kern wohl 12. Jahrhundert, verändert um 1200 und 1618, Chorturm 13./14. Jahrhundert, Erneuerung des Turmobergeschosses um 1800, mit Ausstattung | D-5-71-155-23 Wikidata | weitere Bilder |
| Stettberg 31 (Standort)   | Friedhofsmauer, ehemalige Wehrmauer                | Im Kern mittelalterlich | D-5-71-155-23 Wikidata | BW             |
| Stettberg 31 (Standort)   | Grabstein                                          | Sandsteinstele mit Skulpturenaufsatz, 19. Jahrhundert | D-5-71-155-23 Wikidata | weitere Bilder |

### Unterbreitenau
| Lage                            | Objekt                              | Beschreibung | Akten-Nr.              | Bild |
| ------------------------------- | ----------------------------------- | --- | ---------------------- | ---- |
| Unterbreitenau 3 (Standort)     | Bauernhof, ehemaliges Wohnstallhaus | Erdgeschossiger Satteldachbau mit Geschossgesimsen am Giebel, Zwerchhaus in Fachwerk und geschweift-profiliertem Türsturz, „1849“ (bezeichnet), Renovierung „1935“ (bezeichnet) | D-5-71-155-29 Wikidata | BW   |
| Unterbreitenau 3 (Standort)     | Bauernhof,Scheune und Austragshaus  | zweigeschossiger Satteldachbau in Fachwerk über massivem Erdgeschoss und mit massiver Südfront, „1923“ (bezeichnet)                                                             | D-5-71-155-29 Wikidata | BW   |
| Unterbreitenau 3 (Standort)     | Bauernhof, Scheune                  | Satteldachbau mit Eckquaderung und Fachwerkteilen, wohl zweite Hälfte 19. Jahrhundert                                                                                           | D-5-71-155-29 Wikidata | BW   |
| Unterbreitenau 6 (Standort)     | Bauernhof, ehemaliges Wohnstallhaus | Erdgeschossiger Satteldachbau mit Wohnteil in Fachwerk und massivem Stallteil mit Schopfwalm, „1840“ (bezeichnet)                                                               | D-5-71-155-30 Wikidata | BW   |
| Unterbreitenau 6 1/2 (Standort) | Bauernhof, Scheune                  | Fachwerkbau mit Schopfwalmdach, „1856“ (bezeichnet), spätere Anbauten im Osten und Süden                                                                                        | D-5-71-155-30 Wikidata | BW   |

## Ehemalige Baudenkmäler
| Lage                                        | Objekt                           | Beschreibung | Akten-Nr.              | Bild |
| ------------------------------------------- | -------------------------------- | --- | ---------------------- | ---- |
| Dornhausen 3 (Standort)                     | Schmiedeeiserner Ausleger        | Spätes 18. Jahrhundert | D-5-71-155-9 Wikidata  | BW   |
| Lauterbach 12 (Standort)                    | Wirtshaus                        | Eingeschossiger Massivbau, Ende 18. Jahrhundert | D-5-71-155-17 Wikidata | BW   |
| Oberbreitenau 5 (Standort)                  | Zugehöriger Altsitz              | Zweigeschossiger Putzbau, 1848 | D-5-71-155-20 Wikidata | BW   |
| Stettberg 7 (Standort)                      | Ehemaliges Wohnstallhaus         | Zweigeschossiger Krüppelwalmdachbau mit teils verschaltem Fachwerk in Ober- und Giebelgeschoss über massiv erneuertem Erdgeschoss, im Kern um 1800, überformt | D-5-71-155-24 Wikidata | BW   |
| Stettberg 26 (Standort)                     | Zugehörige Fachwerkscheune       | 17./18. Jahrhundert | D-5-71-155-26 Wikidata | BW   |
| Sulzachfeld, südlich am Sulzbach (Standort) | Mittelalterliches Sandsteinkreuz | | D-5-71-155-16 Wikidata | BW   |